# Tambre (fiume)
Il Tambre è un fiume spagnolo che scorre interamente nella Provincia della Coruña in Galizia. Esso scorre per 134 km, dalle sorgenti di  Montes de Bocelo alla baia di Ría de Muros y Noya, ove si getta nell'Oceano Atlantico.
Anticamente era chiamato "Tamara", da cui deriva il nome della casata spagnola Trastámara (Tras-Tamara = "al di là del Tamara").
Nel suo percorso passa per le seguenti località:
- Sobrado,
- Curtis,
- Vilasantar,
- Boimorto,
- Mesía,
- Frades,
- Arzúa,
- O Pino,
- Oroso,
- Ordes,
- Trazo,
- Tordoia,
- Santiago di Compostela,
- Val do Dubra,
- Ames,
- A Baña,
- Brion,
- Negreira,
- Outes,
- Mazaricos,
- Noia
- Lousame.